# Województwo wileńskie (1793)

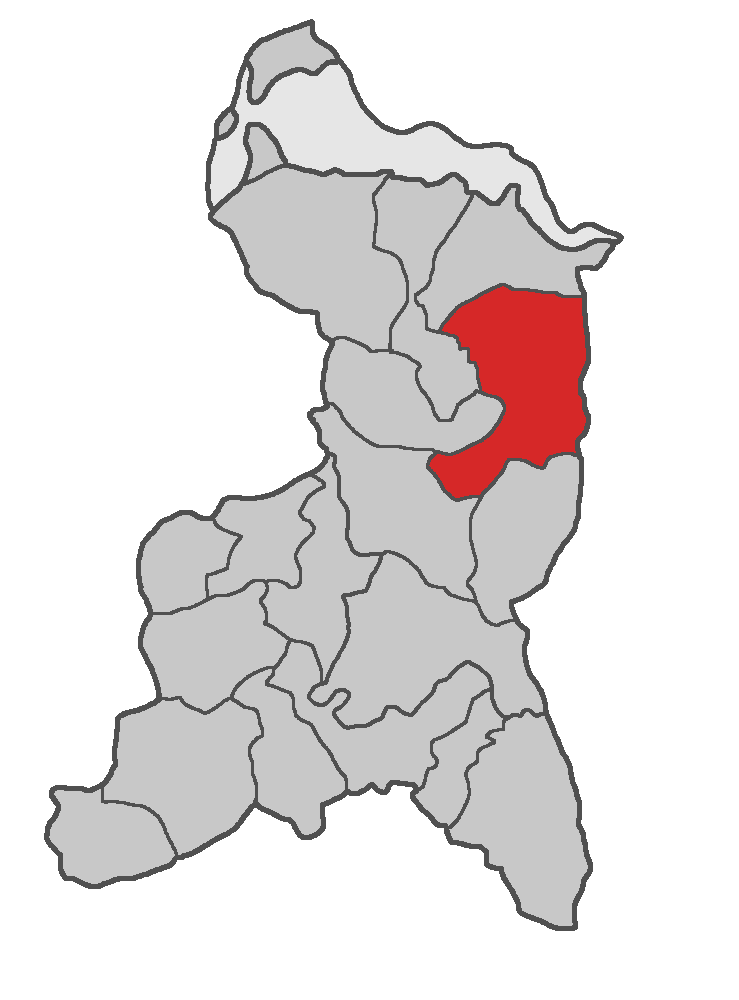
Województwo wileńskie na tle województw utworzonych na sejmie grodzieńskim

Województwo wileńskie zostało utworzone na sejmie grodzieńskim 23 listopada 1793 r. ze stolicą w Wilnie. Nie zostało w pełni zorganizowane w związku z rozpoczęciem insurekcji kościuszkowskiej.
Województwo miało mieć w Sejmie dwóch senatorów (wojewodę i kasztelana) i sześciu posłów wybieranych na cztery lata (po dwóch z każdej ziemi).
Województwo dzieliło się na trzy ziemie:
- wileńską składającą się z dawnych parafii, oprócz trzech przyłączonych do ziemi trockiej
- oszmiańską składającą się z dawnych parafii
- lidzką składającą się z dawnych parafii, oprócz tych, które przyłączono do ziemi ejszyńskiej.